# Хольмгрен, Аларик Фритьоф
Аларик Фритьоф Хольмгрен (швед. Alarik Frithiof Holmgren; 1831—1897) — шведский медик и физиолог; профессор Упсальского университета, доктор медицины. Член Шведской королевской академии наук.

## Биография
Аларик Фритьоф Хольмгрен родился 22 октября 1831 года в шведском лёне Эстергётланд. Изучал в университете Упсалы и за границей медицину и физиологию. По возвращении создал в Упсале в 1862 году первую физиологическую лабораторию в скандинавском регионе, а в 1864 году занял кафедру физиологии в альма-матер. 
В 1880 году Хольмгрен был принят в члены Шведской королевской академии наук.
Из многочисленных трудов Хольмгрена наиболее известен «Studien über Farbenblindheit» (1874—1880). Также он пробовал свои силы на литературном поприще.
Аларик Фритьоф Хольмгрен умер 14 августа 1897 года в городе Уппсале.